# Teracotona roseata
Teracotona roseata är en fjärilsart som beskrevs av Butler 1878. Teracotona roseata ingår i släktet Teracotona och familjen björnspinnare. Inga underarter finns listade i Catalogue of Life.